# Os Ausentes
Os Ausentes é uma série de televisão brasileira produzida pela HBO Max em parceria com a produtora Panorâmica. A produção foi lançada em 22 de julho de 2021 no streaming, sendo lançada como a primeira série original da plataforma no Brasil.
A série é uma abordagem sobre a realidade dos desaparecimentos que ocorrem frequentemente no Brasil. Foi criada por Maria Carmem Barbosa e Thiago Luciano, que também escreveu o roteiro com Bruno Passeri e Rene Passeri. E foi dirigida por Caroline Fioratti e Raoni Rodrigues, com produção de Mara Lobão e Rodrigo Montenegro, e produção executiva de Vanessa Jardim.
A série é protagonizada por Erom Cordeiro, que interpreta o investigador Raul Fagnani, e Maria Flor, que interpreta a jornalista Maria Júlia, e conta com as participações de Augusto Madeira, Indira Nascimento, Flávia Garrafa e Ghia Burns nos demais personagens principais.

## Enredo
Após o desaparecimento da filha, o ex-policial Raul Faganani passa a trabalhar como investigador particular, especializado em encontrar pessoas desaparecidas, criando a agência de investigação Ausentes. Ele conta com a ajuda da jornalista Maria Júlia para solucionar seus casos.

## Elenco

### Principal
| Ator/Atriz        | Personagem   |
| ----------------- | ------------ |
| Erom Cordeiro     | Raul Fagnani |
| Maria Flor        | Maria Júlia  |
| Augusto Madeira   | Waldir       |
| Indira Nascimento | Tai          |
| Flávia Garrafa    | Edith        |
| Ghia Burns        | Maria Júlia  |

### Participações especiais
| Ator/Atriz         | Personagem    | Episódio                         |
| ------------------ | ------------- | -------------------------------- |
| Francisco Gaspar   | Frentista     | Episódio 1: "Roberta e Marcella" |
| Frabrício Araújo   |               | Episódio 3: "Ailton"             |
| Rebecca Kassab     | Aisha         | Episódio 7: "Zayn"               |
| Giovanni Venturini | Onofre        | Episódio 8: "Tetsuo"             |
| Daniel Uemura      | Takashi       | Episódio 8: "Tetsuo"             |
| Victor Salomão     | Kennedy Pires | Episódio 9: "Ciro"               |
| Clarisse Abujamra  | Irmã Guiomar  | Episódio 9: "Ciro"               |

## Episódios
| N.º | Título               | Dirigido por                        | Escrito por | Exibição original    |
| --- | -------------------- | ----------------------------------- | --- | -------------------- |
| 1 | "Roberta & Marcella" | Caroline Fioratti e Raoni Rodrigues | História por : Maria Carmem Barbosa e Thiago Luciano Roteiro por : Bruno Passeri, Rene Belmonte e Thiago Luciano | 22 de julho de 2021  |
| O investigador Raul Fagnani, da agência especializada em achar pessoas desaparecidas, recebe a misteriosa Maria Júlia enquanto investiga o desaparecimento de uma mulher e sua filha pequena.                                       |                      |                                     | |                      |
| 2 | "Priscila"           | Caroline Fioratti e Raoni Rodrigues | História por : Maria Carmem Barbosa e Thiago Luciano Roteiro por : Bruno Passeri, Rene Belmonte e Thiago Luciano | 22 de julho de 2021  |
| Raul descobre que Maria Júlia não é a repórter que diz ser e a coloca em uma nova investigação sobre o sumiço de uma garota de 16 anos em busca do pai; os detetives se embrenham no submundo religioso dos presídios de São Paulo. |                      |                                     | |                      |
| 3 | "Ailton"             | Caroline Fioratti e Raoni Rodrigues | História por : Maria Carmem Barbosa e Thiago Luciano Roteiro por : Bruno Passeri, Rene Belmonte e Thiago Luciano | 10 de agosto de 2022 |
| O braço direito de Raul pede ajuda à agência para achar o cunhado de um antigo amigo que despareceu após uma briga durante uma rinha de galo; Maria Júlia, cada vez mais inserida na agência, busca Oscar, seu pai desaparecido.    |                      |                                     | |                      |
| 4 | "Alzira"             | Caroline Fioratti e Raoni Rodrigues | História por : Maria Carmem Barbosa e Thiago Luciano Roteiro por : Bruno Passeri, Rene Belmonte e Thiago Luciano | 22 de julho de 2021  |
| Raul e Maria Júlia resolvem um caso de idosos que estão desaparecidos; a esperança se acende para Raul em sua busca por sua filha quando um antigo parceiro desmantela uma quadrilha de adoções ilegais.                            |                      |                                     | |                      |
| 5 | "Josley"             | Caroline Fioratti e Raoni Rodrigues | História por : Maria Carmem Barbosa e Thiago Luciano Roteiro por : Bruno Passeri, Rene Belmonte e Thiago Luciano | 22 de julho de 2021  |
| A equipe se embrenha no submundo dos roubos de carga para desvendar o sumiço do motorista Josley; Raul esmiúça a quadrilha de adoção e encontra uma pista sobre o caso de sua filha.                                                |                      |                                     | |                      |
| 6 | "Kelvin"             | Caroline Fioratti e Raoni Rodrigues | História por : Maria Carmem Barbosa e Thiago Luciano Roteiro por : Bruno Passeri, Rene Belmonte e Thiago Luciano | 22 de julho de 2021  |
| A Ausentes investiga o insólito caso de um jovem que desapareceu na imensidão de uma represa; enquanto as pistas de Oscar e Sofia ficam cada vez mais quentes, Raul reencontra sua ex-esposa e tem uma revelação surpreendente.     |                      |                                     | |                      |
| 7 | "Zayn"               | Caroline Fioratti e Raoni Rodrigues | História por : Maria Carmem Barbosa e Thiago Luciano Roteiro por : Bruno Passeri, Rene Belmonte e Thiago Luciano | 22 de julho de 2021  |
| Raul e equipe se embrenham no submundo do trabalho informal e dos imigrantes sírios em busca de um jovem desaparecido; um acontecimento com Maria Júlia estremece a relação de confiança com Raul, que lhe cobra a verdade.         |                      |                                     | |                      |
| 8 | "Tetsuo"             | Caroline Fioratti e Raoni Rodrigues | História por : Maria Carmem Barbosa e Thiago Luciano Roteiro por : Bruno Passeri, Rene Belmonte e Thiago Luciano | 22 de julho de 2021  |
| A Ausentes busca por um garoto que sumiu em uma estação de trem e mergulham no submundo dos produtos falsificados; a esperança de Raul agora depende dos resultados do análise da ossada que ele achou enterrada.                   |                      |                                     | |                      |
| 9 | "Ciro"               | Caroline Fioratti e Raoni Rodrigues | História por : Maria Carmem Barbosa e Thiago Luciano Roteiro por : Bruno Passeri, Rene Belmonte e Thiago Luciano | 22 de julho de 2021  |
| A Ausentes investiga o caso de um promotor de justiça que pode ter caído nas mãos de uma quadrilha de tráfico de órgãos; Raul descobre uma pista muito quente de Sofia e a busca de Maria Júlia toma um rumo inesperado.            |                      |                                     | |                      |
| 10 | "Sofia"              | Caroline Fioratti e Raoni Rodrigues | História por : Maria Carmem Barbosa e Thiago Luciano Roteiro por : Bruno Passeri, Rene Belmonte e Thiago Luciano | 22 de julho de 2021  |
| Com uma nova pista, Raul e a equipe da Ausentes mergulham de vez no caso de Sofia, e um intrincado jogo emocional o leva a uma revelação inesperada.                                                                                |                      |                                     | |                      |

## Produção
Inicialmente, a série havia sido produzida para o canal de televisão por assinatura TNT, entretanto foi remanejada pela WarnerMedia para o streaming devido a atrasos por conta da pandemia de COVID-19. A série foi inteiramente filmada em São Paulo em 2019. Ao todo, a produção contou com mais de 100 atores, 1.000 figurantes e mais de 800 horas de filmagens. Além do elenco principal, a cada episódio série conta com inúmeras participações. Na primeira temporada, Negra Li, Nuno Leal Maia e Jacqueline Sato foram uns dos convidados.

## Lançamento
Os Ausentes foi lançada em 22 de julho de 2021 pela HBO Max em toda a América Latina, com traduções em espanhol e inglês.